# Кавасаки
Вижте пояснителната страница за други значения на Кавасаки.
Кавасаки (на японски език - 川崎市, по английската Система на Хепбърн Kawasaki) е пристанищен град в Япония, разположен в североизточната префектура Канагава. Градът е построен на бреговете на река Тама.
Населението му наброява 1 385 000 души (2008).
Градът отстои на 20 километра в югозападна посока от Токио и на 10 километра от Йокохама. Има силно развита икономика. Добре са развити автомобилостроенето и черната металургия.

## Известни личности
Починали в Кавасаки
- Кихачи Окамото (1924-2005), режисьор